# Leo Sayer
Gerard Hugh "Leo" Sayer, född 21 maj 1948 i Shoreham-by-Sea, West Sussex, är en brittisk-australisk sångare och kompositör. Han är känd för sitt sceniska uttryck och han hade sin musikaliska storhetstid under 1970-talet.

## Sånger i urval
- You Make Me Feel Like Dancing
- Moonlighting
- When I Need You
- Train
- Thunder in My Heart
- I Can't Stop Loving You (Though I Try)
- More Than I Can Say